# All Sky Automated Survey for SuperNovae
All Sky Automated Survey for SuperNovae (ASAS-SN) és un programa automatitzat per cercar noves supernoves i altres transitoris astronòmics, dirigit per astrònoms de la Universitat Estatal d'Ohio, inclosos Christopher Kochanek i Krzysztof Stanek. Té 20 telescopis robòtics tant a l'hemisferi nord com a l'hemisferi sud. Pot examinar tot el cel aproximadament una vegada al dia.
Inicialment, hi havia quatre telescopis ASAS-SN a Haleakala i altres quatre a Cerro Tololo, un lloc de l'Observatori de Las Cumbres. El 2017 es van desplegar dotze telescopis més a Xile, Sud-àfrica i Texas, amb fons de la Fundació Gordon i Betty Moore, la Universitat Estatal d'Ohio, la Fundació Astronòmica Mount Cuba, Xina, Xile, Dinamarca i Alemanya. Tots els telescopis (teleobjectiu Nikon 400mm/F2.8) tenen un diàmetre de 14 cm i càmeres CCD ProLine PL230. La resolució de píxels de les càmeres és de 7,8 segons d'arc, de manera que normalment calen observacions de seguiment en altres telescopis per obtenir una ubicació més precisa.
L'objectiu principal del projecte és cercar supernoves brillants, i els seus descobriments han inclòs l'esdeveniment de supernova més potent mai descobert, ASASSN-15lh. Tanmateix, sovint es descobreixen altres objectes transitoris, inclosos els Esdeveniments de disrupció de marea propers (per exemple, ASASSN-19bt), noves galàctiques (per exemple, ASASSN-16kt, ASASSN-16ma i ASASSN-18fv), variables cataclísmiques i erupcions estel·lars, incloses diverses erupcions més grans mai vistes. El juliol de 2017 ASAS-SN va descobrir el seu primer cometa, ASASSN1, i el juliol de 2019 va proporcionar dades crucials per a l'asteroide proper a la Terra 2019 OK. Pot detectar nous objectes amb magnituds entre 18 i 8.
Els objectes descoberts reben designacions que comencen per ASASSN seguides d'un guió, un any de dos dígits i lletres, per exemple ASASSN-19bt.